# 篠原忠意
篠原 忠意（しのはら ただもと、文政1年（1818年）- 文久3年（1863年）9月 ）は、江戸時代後期から末期（幕末）にかけての加賀藩士。人持組・篠原本家第9代当主。初名、主水。通称、弥助。戒名は英量院殿仁嶽正雄居士。石高は3500石（4000石）。家紋は左三つ巴。菩提寺は曹洞宗・桃雲寺（現、金沢市）。墓所は野田山墓地（現、金沢市）、曹洞宗・高林寺（現、東京都文京区）。
父は人持組・篠原本家第8代当主、篠原忠貞（織部、鵞湖翁、鵞湖院殿徹心寒光居士）。母は同族、人持組・篠原別家第10代当主、篠原一進（頼母、豊壽院殿幸運日啓居士）の娘・順（蘆湖院殿園室智明大姉）。妻は人持組・成瀬掃部家（成瀬正一の次男で尾張藩付家老・犬山城主成瀬正成の弟・成瀬吉正を祖とする家）、成瀬掃部の娘（英壽院殿宝室恵薫大姉）。嫡男は人持組・篠原本家第10代当主、篠原忠篤（織部、義昌院殿豪山良忠居士、1849年 - 1927年）。

## 生涯
同族別家・篠原精一（家老）を後援し、藩の重職（定火消、小松城番、御算用場奉行、寺社奉行、公事場奉行、宝円寺請取火消など）を歴任した長生の父・忠貞が文久3年（1863年）1月に隠居（隠居料500石）。忠意は、家督を相続（本家4000石のうち、当面父の隠居料500石を差し引いた3500石を相続）、文久3年（1863年）3月公事場奉行に任ぜられるが、文久3年（1863年）9月には父に先立って病死した。文久3年（1863年）12月、同族別家・篠原一貞（家老）が東奔西走する最中、嫡男の忠篤が数え15歳で家督を相続し、人持組・篠原本家第10代当主となる。
桃雲寺で葬儀が執り行われ、野田山墓地（篠原本家墓地）に葬られる。明治時代、篠原本家一族は、東京に転居。曹洞宗・高林寺（加賀藩前田家江戸藩邸・現、東京大学の裏手にあり「御茶ノ水」の名の由来となった寺）にも広域の墓地が設けられ、忠意の墓も野田山とは別に建てられた。高林寺の篠原家の墓は前田家の墓（前田利嗣生母の墓）に隣接し、同様に東京に転居した斯波家（津田家。篠原家とは姻族であり、斯波蕃と篠原忠篤とは母同士が成瀬家出身の姉妹で昵懇の間柄であった）の墓と挟まれるように存在した（現在はいずれの墓も移転）。

## 前田利家墓石堂と篠原家
前田利家の墓には石堂が存在した。利家石堂の表面右には「時慶長四巳亥　為桃雲浄見大居士者也」、左には「奉造立施主　篠原出羽守　閏三月三日」、左側面には「寛政十一年巳未五月廿六日為地震依頒損修補以献　篠原出羽守九世孫　篠原頼母一進謹識」と記されている。利家墓石堂の造立施主が篠原一孝（勘六、出羽守、豊臣一孝、栄錦院殿卿󠄁岩道本大居士）であることから篠原家（篠原忠意の同族、外祖父・篠原一進）が再建した石堂を献納したのである。また、篠原一進は、文化10年（1813年）6月に桃雲寺において清妙院（保智姫）二百回忌法要を行い、藩主・前田斉広から香典白銀3枚を授かっている。
- 前田家からの2度にわたる篠原家への降嫁（利家養女・円智院、利家娘・保智姫）
- 利家の実子（篠原長次）の隠密裡の篠原本家相続
- 高野山奥之院、前田利長五輪塔（三番碑）背後に存在する6基の篠原家五輪塔
- 利家葬儀の執行（篠原一孝が利長に代わり葬儀を差配し、位牌を持ち、利家墓石堂の造立施主となる）
- 利家菩提寺・桃雲寺と篠原家との密接な関係

以上のいずれも、芳春院の実兄・篠原長重を祖とする加賀藩篠原家が元来、前田家中にあって破格・特異な位置にあったことを示している。なお、篠原一孝は佞臣とはほど遠い志操高潔な一刻者で、「利家遺言」にも取り上げられた利家一等のお気に入りの家臣であり、加賀藩史上無類の功臣であった。執政時代は藩の最高実力者となり、本多政重（加賀藩家臣最高禄高50000石）さえも一孝には畏敬を抱き、意向を尊重した。

## 篠原忠篤と乃木希典
篠原本家、藩政期最後の当主となった篠原忠意の嫡男・第10代篠原忠篤（天徳院請取火消）は、数え20歳で明治を迎えた。明治維新で、大谷廟堂（現、金沢市）を含む周辺一帯に存在した本家邸も引っ越しを余儀なくされ、下屋敷に移った。それでも屋敷は広く、乃木希典が金沢営所出張の際の止宿先として提供された。忠意の末娘で忠篤の妹の珠（珠子）は、「乃木さんは穏やかな物腰の方で、『珠さん、これからの時代は女性もしっかりと学問をしなければいけませんよ』と言われたものだ」と離から本宅に遊びに来た乃木を追想している。その珠であるが、藩政期に邸の外に出られたのは年に3回だけだったそうである。新年に登城して殿様（藩主）に慶賀の挨拶をする時、盆に野田山に行って墓参をする時、母の実家・成瀬邸に遊びに行く時、の都合3回である。
本家一族は、東京に転居した。忠篤は福地源一郎に語学などを学び、福地が明治22年（1889年）、歌舞伎座を開く際には資金援助している。明治30年（1897年）には乃木の招きで台湾に遊山する。東京で一子（男子）が誕生し、父・忠意と同じ漢字をあて、「しのはら ただよし」と命名するが、尾上菊五郎（6代目）など歌舞伎役者との交流や川柳に没頭したこの息子とは不仲であり、初孫の篠原博子（忠意の長女。忠篤に続いて忠意も若死したので、忠篤の妹・珠に養育された）を可愛がった。忠篤は、斯波蕃他界後、息子たちとの交流も続き、東京の斯波邸を訪れる際には幼少の博子を同伴した。